# EMD NW2形ディーゼル機関車
EMD NW2は、1939年2月から1949年12月の間にアメリカのGM-EMDが製造した電気式ディーゼル機関車である。

## 概要
ウィントン製エンジンを搭載していたNW1形ディーゼル機関車の改良型として、エンジンをEMD自社製の567型としたものである。形式名のNは900馬力（Nine hundred）を、Wは溶接台枠（Welded flame）を意味する。本形式は1000馬力（750kW）であるが、NW1の改良型であるために形式名を踏襲している。
製造期間は長きに渡り、製造両数は合計1145両に達した。うち1121両がアメリカ国内で、24両がカナダに輸出された。大半の車両はイリノイ州ラグランジュ工場で製造され、1948年末からはEMDの第三の工場、オハイオ州クリーブランド工場にて製造された。
途中、1942年から1945年までの3年間は製造が中断されている。それは 1942年に戦時生産本部（War Production Board、WPB）の命により、EMDは入換用ディーゼル機関車の製造を停止させられ、本線用ディーゼル機関車のみの製造を命じられたためである。終戦後、その指令が解除されると製造が再開され、1949年まで製造が続けられた。
なお同時期、他メーカーはEMDとは逆に入換用ディーゼル機関車と本線用蒸気機関車との製造を命じられており、結果として、戦後急速に進んだアメリカの鉄道におけるディーゼル化において、EMDが躍進することとなった。
本形式の発展型として、カウ・カーフ方式（2両1組で使用され、その片方の車両にのみ運転台がある）のTRが3組、TR2が36組、TR3が2組製造された。TR3は3両1組であり、子機の側にさらにもう1両、子機が連結される形態であり、ハード（Herds、群れ）と呼ばれた。TRは第二次世界大戦前、TR2とTR3は戦後の製造であった。

## 外観
運転台が車端に寄った、エンド・キャブと呼ばれる形状をしている。
外観の特徴として、フード（ボンネット）の中央付近に二つの煙突が設置されている。ウィントン製エンジン搭載車と異なり、フード側面上部のルーバーはない。また、デッキ上の砂箱はない。

## 新製時の所有者

### NW2
| 鉄道                                                                                              | 両数 | ロードナンバー                                               | 備考 |
| ------------------------------------------------------------------------------------------------- | ---- | ------------------------------------------------------------ | --- |
| アパラチコラ・ノーザン鉄道                                                                        | 4    | 701–704                                                      | |
| アーカンソー・アンド・ルイジアナ・ミズーリ鉄道                                                    | 1    | 10                                                           | |
| アッチソン・トピカ・アンド・サンタフェ鉄道                                                        | 15   | 2353–2367                                                    | 2403–2417に改番 |
| アトランティック・コースト・ライン鉄道                                                            | 6    | 601, 603, 605, 611, 613, 615                                 | →改番され シーボード・コースト・ライン鉄道へ |
| ボルチモア・アンド・オハイオ鉄道                                                                  | 49   | 400–408, 550–589                                             | 9500–9508, 9512–9551に順不同に改番 |
| ボルチモア・アンド・オハイオ・シカゴ・ターミナル鉄道                                              | 3    | 409–411                                                      | 9509–9511に改番 |
| バンガー・アンド・アルーストック鉄道                                                              | 4    | 800–803                                                      | 20–23に改番 |
| ボストン・アンド・メイン鉄道                                                                      | 14   | 1200–1213                                                    | |
| カナディアン・ナショナル鉄道                                                                      | 20   | 7936–7945, 7956–7965                                         | |
| セントラル・オブ・ジョージア鉄道                                                                  | 2    | 20, 25                                                       | |
| ニュー・ジャージー・セントラル鉄道                                                                | 2    | 1060–1061                                                    | |
| チェサピーク・アンド・オハイオ鉄道                                                                | 41   | 1850–1856, 5200–5213, 5060–5079                              | |
| シカゴ・アンド・イースタン・イリノイ鉄道                                                          | 6    | 119–124                                                      | |
| シカゴ・アンド・ウェスタン・インディアナ鉄道                                                      | 2    | 250–251                                                      | |
| シカゴ・グレート・ウェスタン鉄道                                                                  | 17   | 16–31, 42                                                    | →シカゴ・アンド・ノース・ウェスタン鉄道 |
| シカゴ・バーリントン・アンド・クインシー鉄道                                                      | 46   | 9203–9248                                                    | →バーリントン・ノーザン鉄道 |
| シカゴ・インディアナポリス・アンド・ルイビル鉄道 （モノン鉄道）                                   | 7    | 1–3, 14–17                                                   | 1–3は 11–13に改番 |
| シカゴ・ミルウォーキー・セント・ポール・アンド・パシフィック鉄道（ミルウォーキー鉄道）            | 8    | 1647–1654                                                    | 665–672に改番 |
| シカゴ・ロック・アイランド・アンド・パシフィック鉄道                                              | 10   | 765–774                                                      | |
| シカゴ・セント・ポール・ミネアポリス・アンド・オマハ鉄道                                          | 1    | 70                                                           | → シカゴ・アンド・ノース・ウェスタン鉄道 |
| コロラド・アンド・サザン鉄道                                                                      | 4    | 150–153                                                      | |
| コネモー・アンド・ブラック・リック鉄道                                                            | 3    | 100–102                                                      | |
| デラウェア・ラッカワナ・アンド・ウェスタン鉄道                                                    | 5    | 461–465                                                      | →エリー・ラッカワナ鉄道 |
| デンバー・アンド・リオグランデ・ウェスタン鉄道                                                    | 1    | 7000                                                         | 100に改番 |
| デモイン・ユニオン鉄道                                                                            | 1    | 7                                                            | →ウォーバシュ鉄道の350→ノーフォーク・アンド・ウェスタン鉄道の3350 |
| デトロイト・ターミナル鉄道                                                                        | 11   | 104–112, 114–115                                             | |
| デトロイト・トレド・アンド・アイアントン鉄道                                                      | 7    | 910–916                                                      | |
| エルジン・ジョリエット・アンド・イースタン鉄道                                                    | 40   | 403–407, 409–443                                             | |
| エレクトロ・モーティブ・ディビジョン （デモ車）                                                   | 1    | 889                                                          | →ユニオン・パシフィック鉄道の1000 |
| エリー鉄道                                                                                        | 27   | 401–427                                                      | →エリー・ラッカワナ鉄道 |
| フォート・ワース・アンド・デンバー・シティ鉄道                                                    | 3    | 603, 605–606                                                 | |
| フォート・ワース・ベルト鉄道                                                                      | 1    | 2                                                            | →ミズーリ・パシフィック鉄道の1020 |
| ジョージア鉄道                                                                                    | 5    | 901–905                                                      | |
| グランド・トランク・ウェスタン鉄道                                                                | 24   | 7900–7914, 7966–7974                                         | |
| グレート・ノーザン鉄道                                                                            | 51   | 5302–5331, 5334-5336, 145–162                                | 5302–5336は102–135に改番 |
| イリノイ・セントラル鉄道                                                                          | 17   | 9150–9166                                                    | 1000–1016に改番 |
| インディアナ・ハーバー・ベルト鉄道                                                                | 78   | 8715–8739, 8774–8802, 8811–8834                              | |
| インディアナ・ノーザン鉄道                                                                        | 1    | 100                                                          | ニュー・ジャージー・インディアナ・アンド・イリノイ鉄道の2→ウォーバッシュ鉄道の#353→ノーフォーク・アンド・ウェスタン鉄道の3353                                                                        |
| ジャクソンビル・ターミナル鉄道                                                                    | 7    | 30–36                                                        | |
| カンザス・シティ・サザン鉄道                                                                      | 32   | 1100–1102, 1125–1126, 1200–1226                              | 1125-1126, 1212-1221はルイジアナ・アンド・アーカンソー鉄道へ |
| カンザス・オクラホマ・アンド・ガルフ鉄道                                                          | 1    | 1001                                                         | →ミズーリ・パシフィック鉄道の1027 |
| レイク・チャンブレン・アンド・モリア鉄道                                                          | 1    | 19                                                           | |
| レイク・スペリオル・ターミナル・アンド・トランスファー鉄道                                        | 5    | 100–104                                                      | |
| レーク・ターミナル鉄道                                                                            | 20   | 1001–1020                                                    | |
| リーハイ・バレー鉄道                                                                              | 7    | 180–186                                                      | |
| ルイビル・アンド・ナッシュビル鉄道                                                                | 5    | 2240–2244                                                    | 2215–2219に改番 |
| マニステ・アンド・ノースイースタン鉄道                                                            | 2    | 2–3                                                          | →チェサピーク・アンド・オハイオ鉄道 |
| メリーランド・アンド・ペンシルベニア鉄道                                                          | 2    | 80–81                                                        | |
| ミネアポリス・アンド・セント・ルイス鉄道                                                          | 2    | D-139, D-740                                                 | 100, 101に改番 |
| ミネアポリス・セント・ポール・アンド・スー・セント・マリー鉄道                                    | 2    | 300, 301                                                     | |
| ミネアポリス・セント・ポール・アンド・スー・セント・マリー鉄道 （ウィスコンシン・セントラル鉄道） | 1    | 2108                                                         | |
| ミズーリ・パシフィック鉄道                                                                        | 3    | 9104–9106                                                    | |
| ミズーリ・イリノイ鉄道                                                                            | 1    | 51                                                           | →ミズーリ・パシフィック鉄道の1028 |
| ミズーリ・カンザス・テキサス鉄道                                                                  | 5    | 1026–1030                                                    | 7–11に改番 |
| ナッシュビル・チャタヌーガ・アンド・セント・ルイス鉄道y                                           | 5    | 20–23, 25                                                    | 25→19に改番、→ルイビル・アンド・ナッシュビル鉄道へ |
| ニューヨーク・セントラル鉄道                                                                      | 57   | 8700–8714, 8740–8773, 8803–8810                              | 8705-8714, 8740-8749はピッツバーグ・アンド・レイク・エリー鉄道へ |
| ニッケル・プレート鉄道（ニューヨーク・シカゴ・アンド・セント・ルイス鉄道）                        | 16   | 7–22                                                         | |
| ニューヨーク・オンタリオ・アンド・ウェスタン鉄道                                                  | 21   | 111–131                                                      | 1両はノーザン・パシフィック鉄道へ、3両はシカゴ・ロック・アイランド・アンド・パシフィック鉄道へ。 |
| ノーザン・パシフィック鉄道                                                                        | 6    | 101–106                                                      | |
| ペンシルバニア鉄道                                                                                | 32   | 3909, 5921–5925, 9155–9176, 9247–9250                        | |
| ピオリア・アンド・ピーキン・ユニオン鉄道                                                          | 6    | 400–405                                                      | |
| ペレ・マルケット鉄道                                                                              | 14   | 51–64                                                        | →チェサピーク・アンド・オハイオ鉄道 |
| フェルプスドッジ、ラベンダー坑                                                                    | 2    | 1–2                                                          | |
| フェルプスドッジ、モレンシー坑                                                                    | 4    | 5–8                                                          | |
| フェルプスドッジ、ニュー・コーネリア支坑                                                          | 7    | 1–5, 3 (second) 4 (second)                                   | |
| フィラデルフィア・ベツレヘム・アンド・ニュー・イングランド鉄道                                    | 8    | 219, 222–225, 26–28                                          | 219, 222–225は21–25に改番 |
| レディング鉄道                                                                                    | 8    | 90–92, 100–104                                               | |
| リパブリック・スチール                                                                            | 1    | D-815                                                        | |
| リバー・ターミナル鉄道                                                                            | 1    | 60                                                           | |
| シーボード・エア・ライン鉄道                                                                      | 7    | 1406–1412                                                    | →シーボード・コースト・ライン鉄道 |
| サザン鉄道                                                                                        | 69   | 2200–2204, 2206–2207, 2233–2284, 6050–6056, 6850, 6851, 8560 | 6050-6056はシンシナティ・ニュー・オーリンズ・アンド・テキサス・パシフィック鉄道へ、6850-6851はニュー・オーリンズ・アンド・ノースイースタン鉄道へ、8560はセント・ジョーンズ・リバー・ターミナル鉄道へ |
| サザン・パシフィック鉄道                                                                          | 50   | 1310–1319, 1403–1425, 72–88                                  | #72-88はテキサス・アンド・ニュー・オーリンズ鉄道へ |
| スポケーン・ポートランド・アンド・シアトル鉄道                                                    | 3    | 40–42                                                        | →バーリントン・ノーザン鉄道の593–595 |
| セント・ルイス・サウスウェスタン鉄道                                                              | 4    | 1050–1053                                                    | 1900-1903に改番 |
| セント・ルイス・サンフランシスコ鉄道                                                              | 16   | 250–265                                                      | |
| テネシー・コール・アイアン鉄道                                                                    | 3    | 900–902                                                      | |
| ターミナル・レールロード・アソシエーション・オブ・セント・ルイス                                  | 17   | 551–567                                                      | |
| テキサス・アンド・パシフィック鉄道                                                                | 20   | 1000–1019                                                    | →ミズーリ・パシフィック鉄道 |
| トロント・ハミルトン・アンド・バッファロー鉄道                                                    | 4    | 51–54                                                        | |
| タクソン・コーネリア・アンド・ジャイラ・ベンド鉄道                                                | 1    | 52                                                           | |
| ユニオン・パシフィック鉄道                                                                        | 95   | 1001–1095                                                    | |
| ユニオン鉄道                                                                                      | 20   | 536–555                                                      | |
| アメリカ海軍、フォールブルック海軍弾薬庫                                                          | 4    | 1–4                                                          | |
| アメリカ海軍、ホーソーン                                                                          | 1    | 44                                                           | |
| ウォーバッシュ鉄道                                                                                | 2    | 351–352                                                      | →ノーフォーク・アンド・ウェスタン鉄道の#3351–3352 |
| ウェスト・バージニア・ノーザン鉄道                                                                | 2    | 50–51                                                        | |
| ホイーリング・アンド・レイク・エリー鉄道                                                          | 4    | D-1–D-4                                                      | |
| ホイーリング・スチール                                                                            | 1    | 1251                                                         | |
| 合計                                                                                              | 1145 |                                                              | |

### TR
| 鉄道                     | 両数 | ロードナンバー | 備考 |
| ------------------------ | ---- | -------------- | ---- |
| イリノイ・セントラル鉄道 | 3組  | 9203AB–9205AB  |      |

### TR2
| 鉄道                                             | 両数  | ロードナンバー | 備考                                                  |
| ------------------------------------------------ | ----- | -------------- | ----------------------------------------------------- |
| エレクトロ・モーティブ・ディビジョンn （デモ車） | 1組   | 912AB          | →シカゴ・バーリントン・アンド・クインシー鉄道の9400AB |
| シカゴ・ベルト鉄道                               | 2 組s | 500AB, 501AB   |                                                       |
| シカゴ・バーリントン・アンド・クインシー鉄道     | 13組  | 9401AB–9413AB  | カーフ・ユニットはのちに運転台付きに改造              |
| シカゴ・アンド・ノース・ウェスタン鉄道           | 2 組  | 2000AB, 2001AB |                                                       |
| シカゴ・グレート・ウェスタン鉄道                 | 9 組  | 58AB–66AB      |                                                       |
| イリノイ・セントラル鉄道                         | 3 組  | 9206AB–9208AB  |                                                       |
| ミルウォーキー鉄道                               | 1 組  | 2000AB         |                                                       |
| サザン鉄道                                       | 5 組  | 2400AB–2404AB  |                                                       |
| 合計                                             | 36組  |                |                                                       |

### TR3
| 鉄道                               | 両数  | ロードナンバー   | 備考 |
| ---------------------------------- | ----- | ---------------- | ---- |
| チェサピーク・アンド・オハイオ鉄道 | 2 組s | 6500ABC, 6501ABC |      |

## 現存車
今日でも多くの車両が存在している（#は社番を示す）。
- ミッドランド鉄道 - 主として業務用列車に使用されている。個人が所有する。出自はシカゴ・バーリントン・アンド・クインシー鉄道の#9227。
- エルジン・ジョリエット・アンド・イースタン鉄道 - ジョリエットの操車場でカウ・カーフユニットが使用されている。
- インディアン・ハーバー・ベルト鉄道 - かつて約80両を使用していた。現在は2両が使用されている。
- レイク・スペリオル・ターミナル・アンド・トランスファー鉄道 - #101がレストアされ、ミネソタ交通博物館で保存されている。
- シカゴ・アンド・ノース・ウェスタン鉄道 - 1986年に#1003とTR2Bの#1103をカウ・カーフのセットとしてブーン・アンド・シーニック・バレー鉄道に寄贈した。#1003はグランド・トランク・ウェスタン鉄道の#7914で、#1103はシカゴ・グレート・ウェスタン鉄道の#65Bであった。#1003のみ運用され、#1103はレストアされていない。
- ウェスタン・パシフィック鉄道 - ユニオン・パシフィック鉄道の#1001であった#608が、カリフォルニア州ポートラのウェスタン・パシフィック鉄道博物館で保存されており、ラン・ア・ロコモティブ・プログラムという操縦体験イベントに使用される。
- レディング鉄道 - レディング鉄道技術・歴史学会が#103を所有し、ペンシルベニア州ハンバーグのレディング鉄道博物館で動態保存されている。
- ユニオン・パシフィック鉄道 - #1011と#1043がユタ州ヒバー・シティのヒバー・バレー鉄道で動態保存されている。
- ミルウォーキー鉄道 - #1649がイリノイ州モンティセロのモンティセロ鉄道博物館で動態保存されている。